# Typhonia melicrana
Typhonia melicrana is een vlinder uit de familie van de zakjesdragers (Psychidae). De wetenschappelijke naam van de soort is voor het eerst geldig gepubliceerd in 1930 door Edward Meyrick.